# Gino De Stefani
Gino De Stefani (Milano, 27 settembre 1956) è un compositore, musicista e cantante italiano.

## Biografia
A diciannove anni firma il primo contratto discografico con la Durium: qui, con Gian Piero Ameli forma gli Idea 2, duo musicale con il quale riesce ad avere una buona visibilità, grazie ad una sigla scritta assieme a Paolo Limiti per Tele Montecarlo, She's a witch.
La carriera da artista dura poco ma incomincia quella di autore. Compone musiche di molti brani di artisti italiani e stranieri collaborando con
Gian Piero Ameli, Luigi Albertelli, Oscar Avogadro, Fabrizio Baldoni, Franz Campi, Cristiano Minellono, Domenico Modugno, Al Bano Carrisi, Piero Cassano, Fabrizio De André, Dori Ghezzi, Dario Farina, Mario Lavezzi, Paolo Limiti, Andrea Lo Vecchio, Charles Aznavour, Fred Ferrari, Rodolfo Grieco, Gordon Kennedy, Leonardo Amuedo, Laura Pausini, Cheope, Antonello Venditti, Fabio Perversi, Trijntje Oosterhius, Sergio Dalma, Ricardo Montaner.
Tra i progetti discografici più noti a cui ha preso parte per le parti musicali dei brani si citano Bandabertè del 1979, primo album di Loredana Bertè ad ottenere ottimi riscontri commerciali, Mamadodori, 33 giri di Dori Ghezzi uscito nel 1980 (il primo significativo da solista dopo la florida parentesi musicale con Wess), Mamma Maria, album di successo inciso nel 1982 dai Ricchi e Poveri, e i dischi di popolarità internazionale Le cose che vivi e Tra te e il mare pubblicati da Laura Pausini rispettivamente nel 1996 e nel 2000.
Nel 1982 compone assieme a Cristiano Minellono e Dario Farina il brano Felicità, che Al Bano e Romina Power hanno interpretato al Sanremo di quell'anno e che è divenuta una delle canzoni italiane più conosciute all'estero.
Nel 1983 scrive per Domenico Modugno Io vivo qui, pezzo che il cantante pugliese presenta al Festival di Sanremo come ospite d'onore.
È autore di brani anche per artisti stranieri come Sergio Dalma, Trijntie Hoosterhuis, Ricardo Montaner, Ragazzi, Grace, Jan.
Negli anni duemila realizza con Fabrizio Baldoni e Paolo Re gli album Mohicans (2002), Mohicans chapter 2 (2003), Celtic Angels (2004) e Soul Africa (2007) per l'etichetta Edel, con i quali ha esplorato l'universo della musica etnica.
Mohicans è stato disco dell'anno della Edel nella stagione 2002/2003, uscendo in circa 30 Paesi e riuscendo a conquistarsi un posto nelle classifiche asiatiche.
Nel 2002 è la volta della colonna sonora del film d'animazione Johan Padan a la descoverta de le Americhe, tratto da una piece teatrale di Dario Fo, prodotto e realizzato da Greenmovie e Progetto Immagine per la regia di Giulio Cingoli.
Si dedica anche alle canzoni per bambini scrivendo per Cristina D'Avena la sigla dell'anime Mary e il giardino dei misteri e le musiche dei libri per ragazzi con protagonista il topo Geronimo Stilton.

## Canzoni scritte da Gino De Stefani (elenco parziale)
| Anno | Titolo                         | Autori del testo                                          | Autori della musica                                            | Interpreti ed incisioni          |
| ---- | ------------------------------ | --------------------------------------------------------- | -------------------------------------------------------------- | -------------------------------- |
| 1978 | Tornare in Africa              | Andrea Lo Vecchio                                         | Gian Piero Ameli e Gino De Stefani                             | Idea 2                           |
| 1979 | She's a witch                  | Paolo Limiti                                              | Gian Piero Ameli e Gino De Stefani                             | Idea 2                           |
| 1979 | Compagna                       | Oscar Avogadro                                            | Gian Piero Ameli e Gino De Stefani                             | Idea 2                           |
| 1979 | Anna Lee                       | Paolo Limiti                                              | Gian Piero Ameli e Gino De Stefani                             | Idea 2                           |
| 1979 | Se mai ti stancassi di me      | John Lennon e Paul McCartney                              | Gian Pieretti e Gino De Stefani                                | Laura Luca                       |
| 1979 | A che serve cantare            | Cristiano Minellono                                       | Gian Piero Ameli e Gino De Stefani                             | Laura Luca                       |
| 1979 | Agguato a Casablanca           | Oscar Avogadro                                            | Gian Piero Ameli e Gino De Stefani                             | Loredana Bertè                   |
| 1980 | Anni fa                        | Cristiano Minellono                                       | Gino De Stefani                                                | Dori Ghezzi                      |
| 1980 | Buongiorno                     | Cristiano Minellono                                       | Gino De Stefani                                                | Dori Ghezzi                      |
| 1981 | Potrei                         | Cristiano Minellono                                       | Gian Piero Ameli e Gino De Stefani                             | Idea 2                           |
| 1982 | Felicità                       | Cristiano Minellono                                       | Dario Farina e Gino De Stefani                                 | Al Bano e Romina Power           |
| 1982 | Poveri                         | Cristiano Minellono                                       | Dario Farina, Gian Piero Ameli e Gino De Stefani               | Ricchi e Poveri                  |
| 1983 | Vegetable rap                  | Cristiano Minellono                                       | Dario Farina e Gino De Stefani                                 | Barbara Bouchet                  |
| 1983 | Io vivo qui                    | Cristiano Minellono \| Domenico Modugno e Gino De Stefani | Domenico Modugno                                               |                                  |
| 1983 | Spacer woman                   | Maurice Cavalieri                                         | Gino De Stefani e Giorgio Stefani                              | Charlie                          |
| 1984 | Que dolor                      | Ignacio Ballesteros e Daniele Pace                        | Gianni Gastaldo, Danilo Vaona e Gino De Stefani                | Raffaella Carrà                  |
| 1985 | Canzone scema                  | Cristiano Minellono                                       | Dario Farina e Gino De Stefani                                 | Gigi Sabani                      |
| 1985 | Lovers                         | Gino De Stefani                                           | Gino De Stefani                                                | Nadia Cassini                    |
| 1985 | Look out                       | Gianni De Berardinis                                      | Gino De Stefani                                                | Nadia Cassini                    |
| 1985 | All my love                    | Barbara Addoms                                            | Gino De Stefani                                                | Portofino                        |
| 1986 | The key of your life           | Mc Foy                                                    | Gino De Stefani                                                | Panorama                         |
| 1988 | Castles in the air             | Gino De Stefani                                           | Gino De Stefani                                                | Vertigo                          |
| 1989 | Le ragazze come me             | Walter Bassani e Ierovante                                | Gino De Stefani ed Elio Aldrighetti                            | Meccano                          |
| 1993 | Una historia distinta          | Gino De Stefani, Gomez Escolar, Seijas Cabezudo Julio     | Gino De Stefani                                                | Sergio Dalma                     |
| 1993 | Mary e il giardino dei misteri | Alessandra Valeri Manera                                  | Gino De Stefani e Paolo Marino                                 | Cristina D'Avena                 |
| 1995 | A tu lado                      | Sergio Dalma                                              | Gino De Stefani e Piero Cassano                                | Sergio Dalma                     |
| 1995 | Yo siempre de tì               | Ignacio Ballesteros                                       | Gino De Stefani e Laura Piccinelli                             | Sergio Dalma                     |
| 1995 | Libera                         | Franz Campi                                               | Gino De Stefani e Fabrizio Baldoni                             | Barbara Cola                     |
| 1996 | Le cose che vivi               | Cheope e Fabrizio Pausini                                 | Giuseppe Carella, Fabrizio Baldoni e Gino De Stefani           | Laura Pausini                    |
| 1996 | Incancellabile                 | Cheope                                                    | Giuseppe Carella, Fabrizio Baldoni e Gino De Stefani           | Laura Pausini                    |
| 1997 | Colpa mia                      | Gino De Stefani, Andreetto Giuseppe                       | Gino De Stefani                                                | Fiorello                         |
| 1998 | Oilì oilà                      | Massimo Marrocchi                                         | Gino De Stefani e Fabrizio Baldoni                             | Natalia Estrada                  |
| 1998 | Lovin' you                     | Gino De Stefani                                           | Gino De Stefani                                                | Paola Folli                      |
| 1998 | Se ci sarai                    | Gino De Stefani                                           | Gino De Stefani                                                | Paola Folli                      |
| 1998 | Siempre te amarè               | Gino De Stefani                                           | Gino De Stefani                                                | Ragazzi                          |
| 1998 | Get it on                      | Gino De Stefani                                           | Gino De Stefani                                                | Grace                            |
| 1999 | Sola tu solo yo                | Gino De Stefani                                           | Gino De Stefani                                                | Jan                              |
| 2000 | Ricordami                      | Cheope, Laura Pausini e Giuseppe Dati                     | Fabrizio Baldoni e Gino De Stefani                             | Laura Pausini                    |
| 2000 | Per vivere                     | Cheope, Laura Pausini e Giuseppe Dati                     | Fabrizio Baldoni, Gino De Stefani, Eric Buffat e Laura Pausini | Laura Pausini                    |
| 2002 | Riding storm                   | Paolo Re                                                  | Gino De Stefani e Fabrizio Baldoni                             | Mohicans (De Stefani-Baldoni-Re) |
| 2003 | Blind                          | Trijntie Oosterhuis                                       | Gino De Stefani                                                | Trijntie Oosterhuis              |
| 2004 | Vuol dire crescere             | Antonello Venditti                                        | Gino De Stefani                                                | Raffaella Carrà                  |
| 2009 | Para un poco                   | Fabio Perversi                                            | Gino De Stefani e Ricardo Montaner                             | Ricardo Montaner                 |
| 2009 | Son amores                     | Fabio Perversi                                            | Gino De Stefani e Ricardo Montaner                             | Ricardo Montaner                 |

## Discografia

### 45 giri con gli Idea 2 (Gino De Stefani e Gian Piero Ameli)
- 1978 - Tornare in Africa/A Bonn, a Cannes (Durium, LdAI 8010)
- 1979 - She's a witch/Compagna (Durium, Ld Al 8040)
- 1979 - Anna Lee/Tra il dire e il fare (Durium, Ld AI 8066)
- 1981 - Potrei/Io stavo con lei (Traccia, TRS 1010)

### Album con Fabrizio Baldoni e Paolo Re
- 2002 - Mohicans (Edel)
- 2003 - Mohicans chapter 2 (Edel)
- 2004 - Celtic Angels (Edel)
- 2007 - Soul Africa (Edel)

## Riconoscimenti
- Felicità cantata da Al Bano e Romina Power: secondo posto al Festival di Sanremo 1982 e n.1 nelle classifiche d'Italia[8] e di vari stati europei[9].
- Una historia distinta cantata da Sergio Dalma: partecipazione al Festival di Viña del Mar 1993.
- Le cose che vivi cantata da Laura Pausini: vincitrice del premio ASCAP 1998 e n.1 nelle classifiche statunitensi[10]. L'album omonimo è uscito in oltre 35 Paesi del mondo e risulta il più venduto della carriera della Pausini con oltre 4 milioni di copie in tutto il mondo[11][12][13] e si è conquistato anche un I.F.P.I. Platinum Europe Award per aver venduto in Europa oltre 1 milione di copie[14].
- Siempre te amare’ cantata dal gruppo Ragazzi: n.1 nelle classifiche del Messico e Venezuela nel 1998.
- Get it on cantata da Grace: n.1 della classifica in Norvegia nel 1998.
- Sola tu, solo yo cantata da Jan: n.1 della classifica in Messico nel 1999.
- Blind cantata da Trijntie Oosterhuis: n.1 della classifica in Olanda nel 2003.
- Para un poco cantata da Ricardo Montaner: nomination ai Latin Grammy Awards nel 2009.
- Son amores cantata da Ricardo Montaner: n.1 nelle classifiche del Sudamerica nel 2009.

## Colonne sonore
- 2002 – Colonna sonora (autore) del film d'animazione Johan Padan a la descoverta de le Americhe, tratto da una piece teatrale di Dario Fo, regia di Giulio Cingoli[7].

## Spot pubblicitari
Gino De Stefani ha anche collaborato con Greenmovie (1999-2010) per la realizzazione di jingle musicali per spot pubblicitari radiofonici e televisivi:
- Kinder Ferrero
- Honda
- Rotoloni Regina
- Limonce'
- Rum Pampero
- Findus
- Tele 2
- Chevrolet Matiz
- Enel
- Brioschi
- Pirelli
- Regione Calabria
- Pocket Coffee
- Carmencita Lavazza
- Cornetto Algida
- Parmalat
- Toyota
- Lovable
- Maalox